# Anna Vialítsyna
Anna Serguéyevna Vialítsyna (en ruso: Анна Сергеевна Вьялицына; Gorky, Rusia; 19 de marzo de 1986), más conocida como Anne V, es una modelo rusa. Es conocida por sus apariciones durante ocho años consecutivos (2005–12) en la revista Sports Illustrated Swimsuit Issue.

## Inicios y descubrimiento
Vialítsyna nació en la ciudad rusa de Gorky (hoy Nizhni Nóvgorod). Sus padres ambos son médicos. Su padre es el médico de un equipo de fútbol y su madre es pediatra. Vialítsyna comenzó su carrera profesional como modelo a los 15 años después que los reclutadores de IMG Models la vieran en San Petersburgo mientras buscaban rostros nuevos para Fashionably Loud Europe de MTV. Entró al concurso de modelos y lo ganó, junto con un contrato para IMG Paris y, más tarde, IMG New York y Los Angeles.

## Carrera
Dentro de los seis meses de su victoria, Vialítsyna trabajó para Anna Molinari, Chloé y Sportmax. Apareció en las portadas de Vogue, ELLE, y Glamour. En 2005, hizo su debut en Sports Illustrated Swimsuit Issuey ha aparecido cada año desde entonces. Ella ha sido el objeto/sujeto de Joanne Gair en sus trabajos de cuerpos pintados en su edición de 2005. También ha desfilado en las pasarelas de Victoria's Secret Fashion Shows en 2008, 2010 y 2011. Estuvo en las campañas de ropa de Dylan George & Co. y Abbot+Main junto a Kellan Lutz en 2011.
Vialítsyna ha aparecido en los videos musicales "Out Is Through" de Alanis Morissette y "Misery" y "Never Gonna Leave This Bed" de Maroon 5.
En mayo de 2012 se anunció que aparecería en la quinta entrega de la franquicia de la película Duro de Matar, 'A Good Day to Die Hard'.

## Vida personal
En 2009, Vialítsyna completó la ING de la maratón de Nueva York. Se ofreció para guiar a un atleta con discapacidad.
En 2009 sostuvo un romance fugaz con el actor Leonardo DiCaprio.
A principios de 2010, conoció a Adam Levine en la fiesta de lanzamiento del Sports Illustrated Swimsuit Issue en 2010 en Las Vegas donde Maroon 5 se presentaba, y posteriormente comenzaron a salir. Anunció su ruptura y distanciamiento en abril de 2012, y según fuentes cercanas fue debido a que Levine no deseaba casarse.
Una de sus mejores amigas es la modelo Irina Shayk.[cita requerida]. Tuvo un breve romance durante el 2013 con el beisbolista Matt Harvey, pitcher de los Mets de Nueva York.
En marzo de 2015, mediante sus redes sociales, la modelo anunció que estaba esperando a su primera hija junto con Adam Cahan, un ejecutivo de Yahoo!. El 25 de junio del mismo año nació Alaska. Vialítsyna señaló que escogieron ese nombre porque Alaska "es donde Estados Unidos y Rusia se encuentran". En junio de 2016 la pareja anunció su compromiso.